# Токарёво (Касимовский район)
Токарёво (прежнее название: Местечко родная благодать, Чихачёвщина) — село в России, расположено в Касимовском районе Рязанской области. Является административным центром Токарёвского сельского поселения.

## Географическое положение
Село Токарёво расположено примерно в 14 км к юго-западу от центра города Касимова. Ближайшие населённые пункты — деревня Сидорово к северу, село Лом к востоку, село Шостье к югу и деревня Сорокино к западу.

## История
Село Токарёво впервые упоминается в начале XVIII века. В первой половине XIX века в селе располагалась становая квартира 1-го стана Касимовского уезда. В 1785 г. Н.Ф. Чихачёвым, в селе на месте старой деревянной была построена новая каменная церковь во имя Святого Николая. Рядом с ней находится кладбище, где сохранилось надгробие Варвары Владимировны Клевезаль (урожденной Чихачёвой), помещицы села и супруги предводителя касимовского дворянства, барона Клевезаля. За ней состояли 527 душ в Касимовском уезде и 70 душ в Вязниковском. От этого брака было четверо сыновей: старший из них — Павел Николаевич, рано вышел в отставку. 29 сентября 1835 года в его селе Токарёво родился сын Владимир Николаевич, участник Русско-турецкой войны 1877—1878 годов, мемуарист, генерал-лейтенант ему и его братьям село перешло после смерти отца. Со времен Клевезалей также сохранился остов ветряной мельницы из известнякового бута (впоследствии она была переделана в водонапорную башню). Изначально село имело два названия: одна часть к западу и северу от озера называлась Токарёво, где помещиком был Николай Ефимович Клевезаль, другая, к востоку — Местечко родная благодать, которая при последнем помещике поручике гвардии Чихачёве стала называться Чихачёвщина. После реформы 1861 года они были объединены в одно целое и получили общее название Токарёво. Село было известно своим богатством: до сих пор оно поражает обилием кирпичных зданий. В 1905 году Токарёво относилось к Шостьинской волости Касимовского уезда и имело 103 двора при численности населения 632 человек.

## Храм
В селе на месте старой деревянной церкви на средства Николая Федоровича Чихачёва по храмозданной грамоте 1783 г. был построена новый кирпичный храм, который был освящен во имя святого покровителя помещика, Святого Николая. Собор был выстроен в стиле классицизм и имеет вид корабля. Четверик со скругленными углами перекрыт купольным сводом. В трапезной помещался придел Марии Египтяныни. Трёхъярусная колокольня со шпилем и с часами-курантами завершала ансамбль с западной стороны. Здание было обнесено фигурной кирпичной оградой с кованными воротами под полуциркульной аркой. Рядом с храмом покоятся его донаторы: Чихачёвы и Клевезали. После революции храм был закрыт и не позже 1930-х гг. заброшен. Роскошное убранство было утрачено: до наших дней сохранился ценный деревянный остов алтаря и кованный кресты работы местных мастеров. По состоянию на 2014 г. храм не работал, однако в 2017 году силами прихожан ведутся ремонтные работы, проводятся службы.

## Усадьба Токарево
Усадьба основана во второй половине XVII века. В конце XVIII в. дворянином Н.Ф. Чихачёвым был построен обширный двухэтажный каменный дом, в начале XIX века он принадлежало  В.В. Чихачёвой, вышедшей замуж за действительного статского советника Н.Е. Клевезаля (1787—1854). В  1837 году в Касимов приезжал наследник русского престола Александр Николаевич с поэтом В.А. Жуковским, 15 августа они проездом заезжали в Токарёво и ночевал в доме помещика. В доме семьи Касимовского предводителя на мраморной тумбе под стеклянным колпаком стояла чашка, из которой наследник пил чай. Посуда была установлена в гостиной и демонстрировалась всем приезжающим в имение. Жуковский сделал  карандашом на лодке надпись. Эту надпись передали в Касимовский музей. Далее усадьба принадлежала детям Клевезаля братьям гвардии поручику П.Н. Клевезалю (1834—1915), женатому на Г.Д. Рыкачевой (г/р 1844), генерал-лейтенанту В.Н. Клевезалю, женатому на Е.П. де Росси и полковнику Е.Н. Клевезалю (г/р 1845). На месте усадьбы теперь находится школа.

## Население
| 1859 | 1897 | 1906 | 2010 |
| ---- | ---- | ---- | ---- |
| 515  | ↗595 | ↗632 | ↘344 |

## Транспорт и связь
Село расположено у автомобильной трассы Р125 Нижний Новгород — Ряжск и имеет регулярное автобусное сообщение с районным центром. В 4 км к северо-востоку от села находится платформа Лом Московской железной дороги.
В селе Токарёво имеется одноименное сельское отделение почтовой связи (индекс — 391335).

## Известные уроженцы
Ванин, Александр Иванович (1892—1978) — советский учёный-лесовод.
Ванин, Иван Иванович (1898—1973) — советский учёный, фитопатолог.
Ванин, Степан Иванович (1891—1951) — советский учёный, специалист по фитопатологии леса и древесиноведению.
Клевезаль, Владимир Николаевич (1835—1915) — российский мемуарист, генерал-лейтенант, участник подавления восстания в Польше 1863 года и Русско-турецкой войны 1877—1878 годов.
Клевезаль, Павел Николаевич (1834—1915) — поручик, герой Крымской войны.
Сергей Петрович Комаров (1922—1996) — полковник Советской Армии, участник Великой Отечественной войны, Герой Советского Союза.